# Bramboračka
Bramboračka, bramborka, či bramborová polévka je druh tradiční české, slovenské, polské Kartoflanka či německé polévky. Připravuje se obvykle z brambor a kořenové zeleniny – většinou mrkev, celer, petržel apod. Jednou z nejdůležitějších ingrediencí jsou jedlé houby, polévka se zpravidla připravuje z hub čerstvých i sušených pro zvýraznění chuti. Často je kladen důraz na hustou, krémovou konzistenci. Tradiční česká bramboračka musí vždy obsahovat jako základní suroviny brambory, česnek a majoránku. Lze také využít zbytky houbové omáčky, pak není nutné dodat jíšku a houby, stačí zmíněná zelenina a česnek, sůl i koření.